# Kornéi Chukovski
 Kornéi Ivánovich Chukovski (en ruso: Корне́й Ива́нович Чуко́вский, nacido como Nikolái Vasílievich Korneychukov, en ruso: Никола́й Васи́льевич Корнейчуко́в; San Petersburgo, 7 de marzojul./ 19 de marzo de 1882greg. – Moscú, 28 de octubre de 1969) fue un destacado crítico literario, traductor, escritor, periodista, profesor de literatura rusa y poeta infantil ruso.

## Biografía
Fue hijo de Yekaterina Ósipovna Korneychukova (originaria de Poltava, Ucrania) y Emmanuíl Solomónovich Levensón, de familia judía acomodada, que al no permitir el casamiento de la pareja, hizo que se viera forzada a establecerse en Odesa con Kornéi y su hermana Marusia. Levenson les ayudó financieramente hasta que se casó con otra mujer.
Estudió por correspondencia y comenzó como periodista en Odesa y más tarde como corresponsal del Odésskie nóvosti en Londres en el periodo 1903-1905. Por consejo de Máximo Gorki comenzó con la literatura infantil en 1921.

## Obra seleccionada
- El cocodrilo ( «Крокодил», 1916)

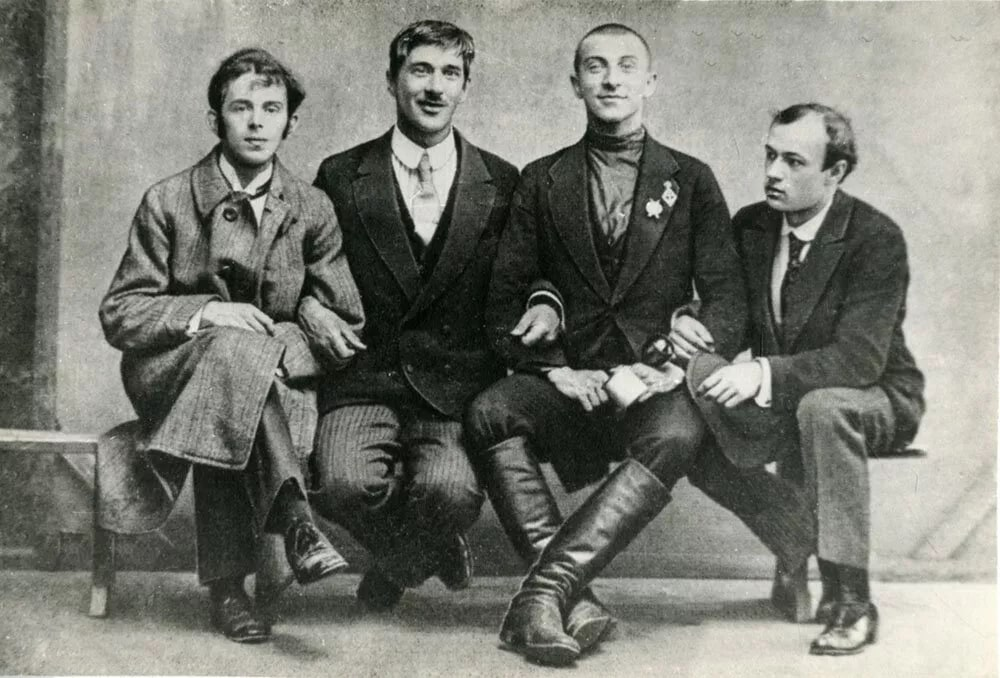
Ósip Mandelshtam, Kornéi Chukovski, Benedikt Lívshits y Yuri Ánnenkov (de izq. a der.), 1914

- Principios de la traducción artística («Принципы художественного перевода», 1919)
- Moidodyr («Мойдодыр», 1923)
- La cucaracha («Тараканище», 1923)
- La mosca Tsokotuja («Муха-Цокотуха», 1924)
- Barmaléi («Бармалей», 1925)
- El teléfono («Телефон», 1926)
- Doctor Aibolit («Доктор Айболит», Le Docteur Aïbobo / Docteur Aïe-ça-fait-mal, 1929)
- El arte de la traducción («Искусство перевода», 1930)
- De los dos a los cinco («От двух до пяти», 1933)
- La pena de Filomena («Федорино горе», 1968)
- La Torre de Babel y otras antiguas leyendas («Вавилонская башня и другие древние легенды», 1968)